# Wahlen zum Repräsentantenhaus der Vereinigten Staaten 1886
Die Wahlen zum Repräsentantenhaus der Vereinigten Staaten 1886 fanden am 2. November 1886 statt. Dabei wurden in den Vereinigten Staaten die Abgeordneten des Repräsentantenhauses gewählt. In drei Staaten wurde bereits zwischen dem 7. Juni und dem 10. September gewählt. Die Wahlen waren Teil der allgemeinen Wahlen zum 50. Kongress der Vereinigten Staaten in jenem Jahr, bei denen auch ein Drittel der US-Senatoren gewählt wurden. Da die Wahlen etwa in der Mitte der Amtszeit des Demokratischen Präsidenten Grover Cleveland stattfanden (Midterm Election), galten sie auch als Votum über die bisherige Politik des Präsidenten.
Zu dieser Zeit bestanden die Vereinigten Staaten aus 38 Bundesstaaten. Es waren 325 Abgeordnete zu wählen. Die Sitzverteilung basierte auf der Volkszählung von 1880.
Bei den Wahlen verloren die Demokraten 15 Mandate, konnten ihre absolute Mehrheit im Repräsentantenhaus aber behaupten. Auf der anderen Seite gewannen die Republikaner 11 Mandate hinzu. Der Grund für diese leichte Veränderung zu Gunsten der Republikaner lag vor allem in den Staaten des Mittleren Westens. Dort war eine Diskussion um Zollgesetze entbrannt. Diese Gesetze sollten die dort einheimischen Industriebetriebe vor billigen Importen schützen und wurden von den Republikanern unterstützt und von den Demokraten abgelehnt. Diese Ablehnung kostete die Demokraten dann Wählerstimmen.
Wahlberechtigt und wählbar waren nur Männer. Frauen waren noch bis 1920 auf Bundesebene von Wahlen ausgeschlossen. Vor allem in den Südstaaten war das Wahlrecht durch Gesetze eingeschränkt, die das Wahlrecht an ein bestimmtes Steueraufkommen knüpften. Dadurch wurden ärmere Weiße, vor allem aber viele Afro-Amerikaner vom Wahlrecht ausgeschlossen.

## Wahlergebnis
- Demokratische Partei 167 (182) Sitze
- Republikanische Partei 152 (141) Sitze
- Sonstige 6 (2) Sitze einschließlich eines Mandats der United States Greenback Party

Gesamt: 325 (325)
In Klammern sind die Ergebnisse der letzten Wahl zwei Jahre zuvor. Veränderungen im Verlauf der Legislaturperiode, die nicht die Wahlen an sich betreffen, sind bei diesen Zahlen nicht berücksichtigt, werden aber im Artikel über den 50. Kongress im Abschnitt über die Mitglieder des Repräsentantenhauses bei den entsprechenden Namen der Abgeordneten vermerkt. Das Gleiche gilt für Wahlen in Staaten, die erst nach dem Beginn der Legislaturperiode der Union beitraten. Daher kommt es in den Quellen gelegentlich zu unterschiedlichen Angaben, da manchmal Veränderungen während der Legislaturperiode in die Zahlen eingearbeitet wurden und manchmal nicht.